# Tatort: Zurück ins Licht
Zurück ins Licht ist ein Fernsehfilm aus der Krimireihe Tatort. Der vom Radio Bremen produzierte Beitrag wurde am 22. Oktober 2017 im Ersten ausgestrahlt. In der 1032. Tatort-Folge ermitteln die Bremer Kommissare Lürsen und Stedefreund ihren 36. Fall.

## Handlung
In einem Parkhaus am Bremer Flughafen werden ein Auto mit Blutspuren und ein abgetrennter Finger gefunden. Die Spuren führen die Kommissare Inga Lürsen und Nils Stedefreund zu Ole Bergener, dem bereits seit fast einem Jahr vermissten Geschäftsführer der inzwischen insolventen Pharma-Agentur Cebo. Bei dessen Witwe Judith Bergener kann allerdings von Vermissen keine Rede sein. Sie erklärt, damals eine E-Mail bekommen zu haben, dass ihr Mann aussteigen wollte. Sie habe sich damit abgefunden und alles entsorgt. Anhand der Wegpunkte aus dem Navi des Fahrzeuges wird die Leiche in einer Kiste im U-Boot-Bunker Hornisse gefunden. Die Leiche wird von der Witwe identifiziert. Die ist inzwischen mit Peter, dem Freund ihres Mannes, zusammen. Dessen Frau Maria Voss hat sich nach einem schweren Autounfall, von dem sie sich über ein Jahr lang erholen musste, von ihm und ihrer gemeinsamen Tochter getrennt. Zu jenem Zeitpunkt war sie bei Cebo als Managerin tätig gewesen. In der Anrufliste des Opfers war ihre Nummer die letzte. Mit großen Mühen und eisernem Willen hat sie nach dem unerklärbaren Unfall wieder gehen gelernt. Inzwischen lebt Maria zeitweise im Gästehaus des Apothekenhändlers Carl Bellheim und arbeitet an ihrem Comeback, an ihrer „Rückkehr ins Licht“. Es stellt sich allerdings heraus, dass ihr ganzer Lebenslauf gefälscht ist. Alle Fotos von Auslandsreisen auf ihren Web-Seiten sind übernommen, die Selfies mit teurer Kleidung in Umkleidekabinen hergestellt. Die Erfolge, zu denen sie ihren Arbeitgebern verhalf, stammten vom Einkauf zweifelhafter billiger Krebsmedikamente, die teuer an Apotheken weiterverkauft wurden. Immer, wenn Marias Machenschaften aufgedeckt worden waren, wurde sie ohne Aufsehen freigestellt. Daraufhin wechselte sie stets die Firma. Außerdem schafft sie es, dass ihr alle Männer verfallen, sogar Nils Stedefreund verführt sie. Seit dem Unfall ist ihr allerdings der Wiedereinstieg nicht gelungen, weshalb sie inzwischen mittellos ist. Sie hat weder Konto noch Wohnung und ist in ihrem auffälligen roten Mantel immer mit Inlineskates unterwegs. Nun soll Carl Bellheim sie in einem Unternehmen unterbringen. Als er ihr jedoch erklärt, dass kein Konzern mehr auf sie hereinfallen werde und sie das Haus verlassen solle, ersticht Maria ihn in Rage mit einer Schere. Inzwischen gesteht ihr Mann Peter, dass er damals die Leiche „entsorgt“ habe. Maria hatte Bergener erstochen, da er alle Firmen vor ihr gewarnt hatte. Beim Versuch, Maria Voss festzunehmen, ersticht sie sich vor den Augen der Polizisten selbst mit der Schere. Am Ende betritt die Polizei mit Marias Tochter den Lagerraum, in dem sie zuletzt "gewohnt" hatte.

## Produktion
Der Film wurde vom 13. September 2016 bis zum 12. Oktober 2016 in Bremen und Umgebung unter dem Arbeitstitel "Frau in Rot" gedreht. Die Premiere des Fernsehfilms fand am 8. Juni 2017 auf dem Filmfest in Emden statt.

## Rezeption

### Kritiken
„Die ‚Tatort‘-Folge ‚Zurück ins Licht‘ ist ein ins Irreale gesteigertes Drama über Selbstoptimierung, Selbstüberwindung, Selbstverlust. Stereotypen über ehrgeizige Erfolgsmenschen werden aufgeblasen – und zum Zerplatzen gebracht.“

„Auch diesmal will der Tatort mit den Kommissaren Inga Lürsen und Nils Stedefreund lieber Thriller sein und Charakterstudie als Krimi, aber wenn er hängen bleibt, dann weil das ziemlich schiefgeht. […] Ein Tatort, der viel will und noch sehr viel mehr vergeigt.“

„Die Auflösung des Falles wartet mit einer plumpen, pflichtschuldig wirkenden Kritik an Pharmaunternehmen auf. Statt auf Spannung oder einen kohärenten Plot setzt «Zurück ins Licht» alles auf die Karte namens Maria.“

### Einschaltquote
Die Erstausstrahlung von Zurück ins Licht am 22. Oktober 2017 wurde in Deutschland von 8,92 Millionen Zuschauern gesehen und erreichte einen Marktanteil von 24,6 % für Das Erste. Im ORF sahen 615.000 zu, das ist ein Marktanteil von 18 %.